# Station Izbica
Station Izbica is een spoorwegstation in de Poolse plaats Izbica.